# 戈帕拉萨穆德拉姆
戈帕拉萨穆德拉姆（Gopalasamudram），是印度泰米尔纳德邦Tirunelveli县的一个城镇。总人口10027（2001年）。

## 人口
该地2001年总人口10027人，其中男性4940人，女性5087人；0—6岁人口1071人，其中男561人，女510人；识字率70.51%，其中男性为77.87%，女性为63.36%。